# 3 Grupa Saperów (II RP)
2 Grupa Saperów – szkoleniowo–organizacyjna struktura niemacierzysta saperów Wojska Polskiego II RP.

## Historia
Na początku grudnia 1934 zostały zlikwidowane brygady saperów. W ich miejsce utworzono Grupy Saperów. Dowódcy grup podlegli bezpośrednio dowódcy saperów, a ich zakres działalności był analogiczny, jak dowódców brygad. Dowódcą 3 Grupy Saperów (pionierska) został płk Stefan Langner, a oficerem sztabu mjr Kazimierz Wojakowski.

## Struktura organizacyjna
W jej skład wchodziły utworzone 21 stycznia 1935 Ośrodki Sapersko-Pionierskie przy dywizjach piechoty. Organizowano je przy 16, 20, 23 i 29 DP, na bazie czwartych kompanii 3, 5, 6 oraz 8 bsap.

## Dowódcy 3 Grupy Saperów
- płk Stefan Langner